# Kapel van Pinne Mol

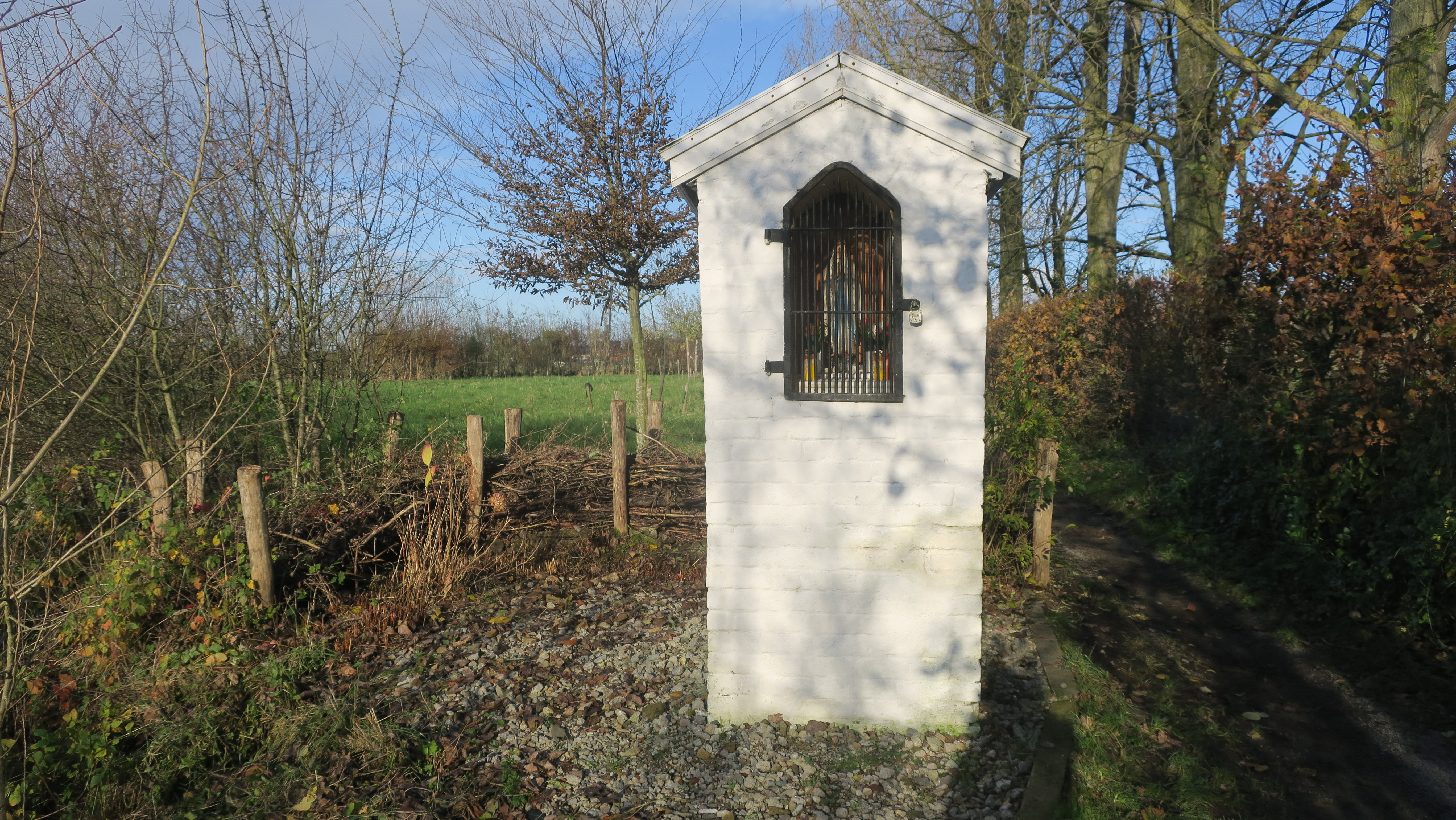

De Sint-Veroonkapel, ook gekend onder de naam Kapel van Resteleurs of Kapel van Pinne Mol bevindt zich in Lembeek, een deelgemeente van Halle. Ze is gelegen aan de Driepikkel, een veld dat enkel bereikbaar is via een smalle processieweg.
In 1928 werd deze kapel opgericht door Pinne Mol. De kapel is gemaakt uit witte bakstenen onder een zadeldak en heeft een nis in de voorgevel. Een zwart hekken sluit de nis af. 
De kapel vormt een actief deel van de Sint-Veroonmars die elk jaar uitgaat in Lembeek.